# 검은머리베짜는새
검은머리베짜는새(학명: Ploceus cucullatus 플로케우스 쿠쿨라투스[*])는 사하라 이남 아프리카의 많은 지역에서 발견되는 베짜는새류에 속하는 새의 일종이다. 또한 포르투갈과 베네수엘라뿐만 아니라 히스파니올라섬, 마르티니크, 푸에르토리코, 모리셔스, 레위니옹에도 유입되었다.
검은머리베짜는새는 삼림 지대와 민간 거주지를 포함한 광범위한 개방형 또는 반개방형 서식지에서 흔히 서식하며, 마을, 호텔 부지에 대규모의 시끄러운 군집을 형성하는 경우가 잦다. 이 새는 풀과 잎사귀로 크고 대충 짠 듯한 둥지를 지으며, 입구는 아래쪽을 향해 있고 나뭇가지에 매달려 있다. 알은 2~3개 낳는다. 검은머리베짜는새는 군체성 육아를 하는 새이므로 한 나무에 많은 둥지가 매달려 있을 수 있다.
검은머리베짜는새는 주로 씨앗과 곡식을 먹기 때문에 농작물에도 피해를 줄 수 있지만, 새끼에게 먹여줄 먹이로 곤충을 잡기도 하므로 농업에 대한 피해를 부분량 줄일 수 있다. 이 새의 울음소리에는 거친 윙윙거리는 소리와 재잘거리는 소리가 포함된다.

## 하위 아종
여덟 아종이 인정받고 있다.
- P. c. cucullatus – (Müller, 1776): 모리타니· 세네갈 · 감비아 · 차드 및 카메룬 남부에 분포한다. 비오코섬에도 분포한다. 히스파니올라섬에 유입되었다.
- P. c. abyssinicus – (Gmelin, JF, 1789): 수단, 에리트레아, 에티오피아에 분포한다.
- P. c. bohndorffi – Reichenow, 1887: 남수단, 콩고민주공화국 북부, 케냐 서부, 탄자니아 북서부
- P. c. collaris (mottled weaver) – Vieillot, 1819: 가봉, DRC 서부, 앙골라
- P. c. graueri – Hartert, 1911: DRC 동부, 르완다, 탄자니아
- P. c. frobenii – Reichenow, 1923: DRC 남부 및 남동부
- P. c. nigriceps (Layard's weaver) – (Layard, EL, 1867): 남소말리아와 케냐 동부에서 동부와 탄자니아 남부를 거쳐 콩고민주공화국 남동부 · 남앙골라 · 나미비아 북동부 · 짐바브웨 서부 · 잠비아 동부 및 모잠비크 중부까지 분포한다. 또한 상투메에도 유입되었을 것으로 보인다.
- P. c. spilonotus (spotted-backed weaver) – Vigors, 1831: 보츠와나 남동부, 남아프리카 동부, 모잠비크 남부에 분포한다. 또한 모리셔스, 레위니옹, 베네수엘라에도 유입되었다.